# Kozielice (powiat pyrzycki)

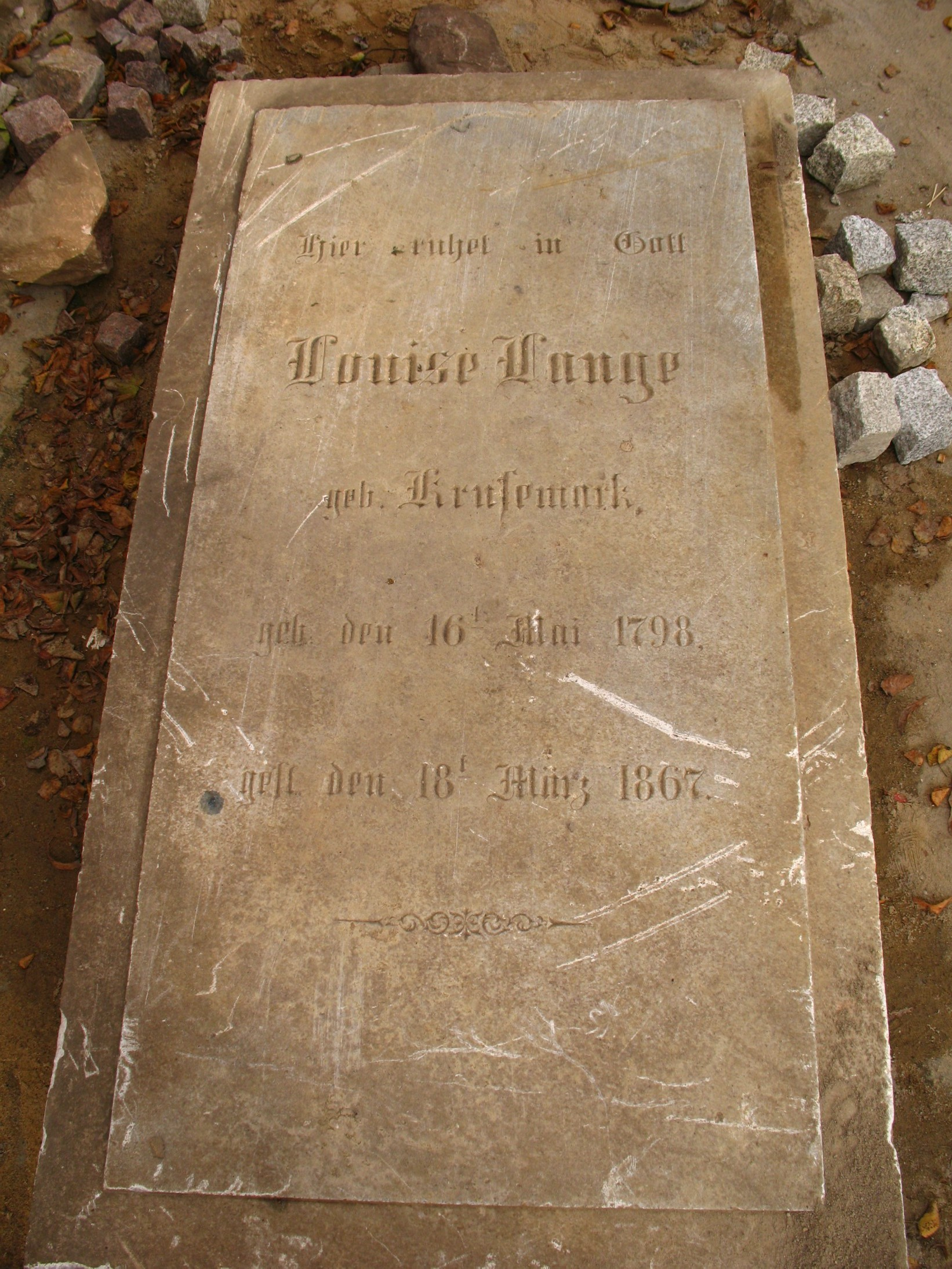
Niemieckojęzyczne epitafium odkryte koło kościoła w Kozielicach we wrześniu 2007 r.

Kozielice (niem. Köselitz) – wieś w Polsce położona w województwie zachodniopomorskim, w powiecie pyrzyckim, w gminie Kozielice.
W latach 1954–1972 wieś należała i była siedzibą władz gromady Kozielice. W latach 1975–1998 miejscowość należała administracyjnie do województwa szczecińskiego.
Miejscowość jest siedzibą gminy Kozielice.
W Kozielicach znajduje się kościół pod wezwaniem św. Stanisława, późnogotycka, kamienna świątynia z XVI w. z surowym szczytem wschodnim podwyższonym ażurową sygnaturką i bocianim gniazdem, przed fasadą drewniana wieża z barokowym hełmem i latarenką z XVIII w. W XIX w. dobudowano neogotyckie prezbiterium.
Według danych z 2011 roku Kozielice zamieszkiwało 586 mieszkańców. 